# ایی‌آی کندسیتو
ایی‌آی کندسیتو (به انگلیسی: El Condesito) یک کشتی باری با طول تقریبا سی متر بود که در یک ژانویه ۱۹۷۲ در ساحل جنوبی تنریف در جزایر قناری در حالی که سیمان منتقل می‌کرد غرق شد، علت شهرتش این است که اکنون از آن به عنوان محلی برای غواصی و دیدن کشتی غرق‌شده استفاده می‌شود.